# Чоловіча інтуїція (фільм)
«Чоловіча інтуїція» — український кінофільм Оксани Байрак 2007 року.

## Сюжет
Катерина — успішна підприємиця, яка має все: кар'єру, затишний дім, дітей. Усе, крім коханого чоловіка. Після того, як раптово звільнилась нянька її двох дітей, вона зайнята пошуками нової Мері Поппінс для своїх розбишак. Розбещені діти багатої матері — Фрося та Гришко — виживають з дому усіх претенденток. Через збіг обставин до будинку Катерини потрапляє молодий Кирило, якого приймають діти. Склавши багато смішних і кумедних «іспитів», Кирило стає їх найкращим другом, а згодом і Катерина розуміє, що саме з ним може бути разом.

## У ролях
- Світлана — Катерина Тимофєєва-Летуновська — Ольга
- Ігор Вєрник — Кирило
- Іван Оганесян — Антон
- Ада Роговцева — мати Кирила

## Знімальна група
- Режисерка: Оксана Байрак
- Сценаристка: Оксана Байрак
- Оператор: Віталій Запорожченко
- Композитор: Валерій Тишлер
- Продюсерка: Оксана Байрак